# 東京音楽祭 歌は世界に
『東京音楽祭 歌は世界に』（とうきょうおんがくさい うたはせかいに）は、1972年1月5日から同年5月10日、および1972年10月1日から1973年4月29日までTBS系列局で放送されていたTBS製作の音楽番組である。東京音楽祭の協賛番組。

## 概要
1972年5月13日に東京音楽祭が開始するにあたり、その内容紹介を兼ねて出場候補となる国内の歌手が出演していた音楽番組。司会は、第1期・第2期ともに土居まさるとうつみみどり（後のうつみ宮土理）が務めていた。
番組は第1回東京音楽祭開始直前の5月13日に一旦終了したが、同年10月に第2回東京音楽祭開始までの限定で復活。途中で枠を変えながらも、第2回開催当日の放送をもって事実上終了。東京音楽祭はその後も1992年まで開催され続けたが、番組は復活しなかった。

## 放送時間
いずれも日本標準時。

### 第1期
- 水曜 19:30 - 20:00 （1972年1月5日 - 1972年5月10日）

### 第2期
- 日曜 18:00 - 18:25 （1972年10月1日 - 1973年3月25日）
- 日曜 23:00 - 23:30 （1973年3月31日 - 1973年4月29日）

※中国放送（RCC）では同時間帯で『遠くへ行きたい』（読売テレビ制作・日本テレビ系）を番販ネットしたため、0:05からの1時間5分遅れで放送された。